# Reginald Fielding
Pour les articles homonymes, voir Fielding.
Reginald « Reggie » Fielding, né le 4 septembre 1909 à Londres, mort le 25 novembre 1983 à Toronto, est un coureur cycliste canadien. Il débute sur route puis devient spécialiste des courses de six jours. Il participe à 62 six jours, en gagne six. Reginald Fielding est classé en 117e position au classement général historique,

## Biographie
Pendant les six jours d'Oakland, en 1935, Fielding et Félix Lafenêtre sont impliqués dans une échauffourée. Tout commence quand Fielding, en équipe avec Jules Audy, est accroché et bloqué par Lafenêtre. Fielding est tellement bouleversé par cette conduite antisportive et dangereuse qu'il poursuit Lafenêtre de retour dans les stands et une bagarre s'ensuit. Chacun reçoit une amende de 25 $, pour violation flagrante des règles, à déduire des primes constituées à la fin des six jours.
En 1938, Fielding prend sa retraite sportive et reste dans le sport en conseillant de jeunes coureurs.

## Palmarès
- 1932
  - Six jours de Montréal avec William Peden
  - Six jours de Toronto avec William Peden
- 1934
  - Six jours de Toronto avec Fred Ottevaire  et Jimmy Walthour [4]
  - Six jours de Minneapolis avec  Heinz Vopel et Piet Van Kempen
- 1935
  - Six jours d'Oakland avec Jules Audy[5]
- 1936
  - Six jours de Minneapolis avec Henri Lepage